# Ротшильд Натаніель Філіп
Натаніель Філіп Віктор Джеймс Ротшильд (англ. Nathaniel Philip Victor James Rothschild, нар. 12 липня 1971, також відомий як Нат) — швейцарський фінансист британського походження, нащадок династії Ротшильдів. Голова ради директорів «JNR Limited», що спеціалізується на інвестиційному консалтингу на ринках, що розвиваються, в металургії та видобутку корисних копалин. Співголова «Bumi plc», групі компаній займається корисними копалинами, котирується на Лондонській фондовій біржі. Був співголовою хедж-фонду Atticus Capital з 1996 до його закриття в 2009 році.

## Сім'я
Натаніель Філіп Ротшильд-молодший з чотирьох дітей і єдиний син лорда Джейкоба Ротшильда і Серени Мері Дан, дочки леді Mary Sybil St. Clair-Erskine і сера Філіпа Гордона Дана, батько якого, сер Джеймс Дан, був канадським фінансистом і магнатом. Як син барона має титул The Honourable. Здобув освіту в Colet Court (у той же час, що і Джордж Осборн), Ітонському коледжі і Wadham College, Oxford. Будучи студентом був членом Bullingdon Club, членом якого в той же час був Джордж Осборн, який зараз є канцлером казначейства Великої Британії.

## Кар'єра
Нат почав свою кар'єру в 1994 році в Lazard Brothers Asset Management у Лондоні, потім приєднався до Gleacher Partners, нью-йоркської консалтингової компанії в сфері злиття і поглинань (M&A), заснованої Еріком Глічером (Eric Gleacher), колишнім главою M&A Morgan Stanley і Lehman Brothers.
Ротшильд був співголовою (і акціонером 50%) Atticus Capital, міжнародної інвестиційної компанії, заснованої в 1995 році і мала офіси в Нью-Йорку та Лондоні. Після закриття Atticus Capital в 2009 році став співголовою хедж-фонду Attara Capital LP, Atticus European Fund, який до цього управлявся Atticus Capital.

## Інвестиції
У 2000 році The Observer написав, що крім офіційної спадщини в £500 мільйонів основна частина спадщини Натаніеля «прихована в ряді швейцарських трастів і досягає £40 мільярдів». Через NR Investments Ltd., Головну інвестиційну компанію, Натаніель Ротшильд був якірним інвестором в IPO ОК Русал, що відбувся в січні 2010 року. Крім того Ротшильд купив за $40 мільйонів конвертовані бонди Glencore після IPO.